# Düdinger Möser
Die Düdinger Möser (auch: Düdingermöser, Düdingermoos, Düdinger Moos) ist ein mehrteiliges Schutzgebiet in der Gemeinde Düdingen im Kanton Freiburg, Schweiz. Dazu gehören das Düdingermoos im engeren Sinne, das Ottisbergmoos, das Garmiswilmoos, der Hexenweiher, das Tiefmoos und das Waldeggmoos. Es handelt sich um ein Feuchtgebiet mit mehreren Weihern, einem Bruchwald und Hoch- und Flachmooren von nationaler Bedeutung. Das Biotop bildet den Lebensraum für eine grosse Vielfalt an Pflanzen und Tieren, die teilweise selten sind.
Das Gebiet ist in drei Bundesinventaren von nationaler Bedeutung erfasst: dem für Amphibienlaichgebiete und dem für Hoch- und Übergangsmoore sowie dem für Flachmoore.

## Naturlandschaft
Diese Moorlandschaft liegt grösstenteils zwischen der Eisenbahnlinie Bern–Freiburg und der Autobahn A12, westlich der Kernsiedlung von Düdingen. Ein kleiner Teil, das 6,62 ha grosse Waldeggmoos, liegt nördlich der Autobahn. Südlich davon befinden sich das Ottisbergmoos und das Düdingermoos im engeren Sinn, benachbart dazu liegen das Tiefmoos und das Garmiswilmoos. Der gesamte Komplex mit den Pufferzonen und Wassergräben zählt gut 70 ha.
Das Schutzgebiet umfasst einen Bruchwald, mehrere Weiher und Flach- und Hochmoore. Das Gebiet ist in drei verschiedenen Bundesinventaren erfasst: in dem der Hoch- und Übergangsmoore und in dem der Flachmoore, sowie dem der Amphibienlaichgebiete, alle von nationaler Bedeutung.
Die Düdinger Möser bieten auf rund 71 ha Lebensräume für Amphibien, die hier Laichplätze finden, um sich fortzupflanzen. Dieses Gebiet ist im Bundesinventar für Amphibienlaichgebiete von nationaler Bedeutung (französisch Inventaire fédéral des sites de reproduction de batraciens d’importance nationale, italienisch Inventario federale dei siti di riproduzione di anfibi di importanza nazionale, romanisch Inventari federal dals territoris da frega d’amfibis d’impurtanza naziunala) erfasst.

### Flora
An der Entstehung des Hochmoors ist das Torfmoos entscheidend beteiligt. Abgestorbene Torfmoose bilden Torf. Dieser lagert sich im Moor ab. Dadurch wächst die Moorschicht jährlich um rund 1 mm in die Höhe. Gleichzeitig zieht das Moor den Wasserspiegel mit sich, weil der Torf und das Torfmoos eine hohe Kapazität haben, Wasser zu speichern, ähnlich wie ein Schwamm. Einzig die Niederschläge führen Wasser zu. Deshalb sind Hochmoore nährstoffarme Lebensräume. Vor dem Torfabbau dürften die Düdinger Möser reine Hochmoore gewesen sein.
Im Unterschied zu den Hochmooren sind Flachmoore nährstoffreich und nicht zwingend sauer. Es sind Feuchtgebiete wie Schilfröhricht, Riede, Feuchtwiesen oder Hochstaudenfluren. Die Flachmoorgebiete der Düdinger Möser sind nach dem Torfabbau entstanden. Mit Ausnahme der Schilfgebiete müssen die Flachmoore regelmässig gemäht werden, da sie sonst schnell verbuschen und langsam von einem nachwachsenden Wald verdrängt würden.
In den Düdinger Mösern wachsen Weiden, Birken und Erlen, am Waldrand und Ufer gedeihen Moosbeeren, Schnabel-Segge, Drachenwurz, Brombeeren.
Der Blutweiderich (Lythrum salicaria) ist eine typische Flachmoorart. Er liebt feuchte, nährstoffreiche Böden. Die Zypergras-Segge (Carex pseudocyperus) ist eine seltene Seggenart. Im Gebiet kommt sie vor allem entlang der Entwässerungsgräben vor.
Ein botanischer Pfad führt die Besucher an 60 einheimischen Moor-, Flur- und Waldpflanzen vorbei, die prägnant und leicht verständlich auf Schautafeln präsentiert sind.
In seiner Broschüre listet Pro Natura Freiburg ferner weitere Pflanzen auf, die hier vertreten sind: Faulbaum, Himbeere, Flatterige Binse, Moor-Birke, Echte Wallwurz, Roter Holunder, Wilder Birnbaum, Gelbe Schwertlilie, Gewöhnliche Moosbeere, eine Vertreterin der Heidelbeere, Fieberklee, Breitblättriger Rohrkolben, Blutauge, Wilder Apfelbaum, Föhre, Drachenwurz, Rundblättriger Sonnentau, Torfmoos, Besenheide, Gemeine Moosbeere, Moorbeere, Eingriffliger Weissdorn, Dotterblume, Roter Hornstrauch, Schwarzdorn, Süsskirsche und Gemeiner Hopfen.
Eine Besonderheit der Düdinger Möser ist laut Biologe Jacques Studer der Kammfarn (Dryopteris cristata), der in der Schweiz nur an einem Dutzend Orten und im Kanton nur noch im Hochmoor Sâles nachgewiesen ist.
Die Seerosen, welche von Besuchern als beliebte Fotosujets geschätzt werden, gehören nicht in den Lebensraum von Mooren. Sie wurden laut Biologe Jacques Studer in den 1980er Jahren vom Universitätsprofessor Pater Schmid für eine Exkursion ausgesetzt und stehen gelassen.

### Fauna
Das Schutzgebiet ist der Lebensraum verschiedener Amphibien, Insekten, Reptilien und Vögel.
Die Amphibien sind eine der am stärksten bedrohten Tiergruppen in der Schweiz, weil es ihnen an Teichen, Tümpeln und Weihern fehlt, wo sie sich fortpflanzen können. In den Düdinger Mösern leben folgende Amphibienarten: Erdkröte, Grasfrosch, Grünfrosch, Bergmolch, Fadenmolch, Teichmolch und Kammmolch. Die grösste Teichmolchpopulation im Kanton Freiburg findet sich in den Düdinger Mösern. Gelegentlich zeigen sich auch Laubfrösche. 1998 berichtete Adrian Aebischer von rund 20 Stellen im Kanton, wo der stark gefährdete Feuersalamander gesehen wurde. Damals kam der Kammmolch ausser am Neuenburger See noch an vier Standorten im Kanton vor, darunter in den Düdinger Mösern und im Auriet. 2017 war der Kammmolch hier verschwunden. Hingegen sind der Fadenmolch, der Teichmolch und der Bergmolch sowie die Erdkröte und der Grasfrosch immer noch gut vertreten. Ob der Europäische Laubfrosch hier noch heimisch ist, liess sich 2017 nicht mehr einwandfrei feststellen.
Unter den Insekten ist die Sumpfschrecke (Stethophyma grossum) zu nennen, die in den hiesigen Feuchtwiesen vorkommt. Diese Heuschreckenart ist in der Schweiz stark gefährdet. Grashüpfer sind ein wichtiges Bindeglied in der Nahrungskette vieler Brutvögel. Die Biodiversität von Wiesen sollte gemäss Biologe Jacques Studer aus diesem Grund nicht nur anhand der vorkommenden Pflanzen festgestellt werden, sondern auch die Anzahl Grashüpfer berücksichtigen.
Die Reptilien sind mit der hier heimischen Natter vertreten. Von den Vögeln fallen dem Besucher vor allem die Blässhühner (Fulica atra), Stockenten (Anas platyrhynchos) und die Höckerschwäne (Cygnus olor) auf. Letztere gehören aber laut Biologe Jacques Studer nicht in den ursprünglichen Lebensraum dieser Teiche. Sie scheinen sich aber hier seit Jahren wohl zu fühlen.

## Verhaltensregeln für Besucher
Moore sind empfindliche Lebensräume. Umso wichtiger ist die Besucherlenkung. Die Tiere brauchen Ruhe. Die Tiere und Pflanzen sind auf geschützte Lebensräume angewiesen, die Menschen nicht betreten und wo kein Abfall liegenbleibt. Deshalb gelten folgende Verhaltensregeln:
1. Die Wege nicht verlassen
2. Hunde an der Leine führen
3. Biken/Velofahren, Reiten und Fischen sind verboten

## Pflege
Um die typischen Lebensräume zu erhalten, müssen regelmässig Massnahmen gegen die Verlandung der Weiher und den Vormarsch von Büschen und Neophyten ergriffen werde. Dazu gehören
- Regenerationsflächen und Feuchtwiesen jährlich mähen
- Weidengebüsche regelmässig auf Stock setzen
- jährlich alternierend die Hälfte der Kopfweiden zurückschneiden
- artenreiche Hecken selektiv pflegen
- Wiesenflächen entbuschen
- einheimische und eingeschleppte Problempflanzen (z. B. die beiden Neophyten Nordamerikanische Goldrute und Einjähriges Berufkraut) bekämpfen
- Wege unterhalten, Abfalleimer leeren

## Geschichte
Die Düdinger Möser entstanden dank der letzten Eiszeit vor 18'000 Jahren. Damals reichte der Rhonegletscher bis in diese Gegend. Vor etwa 14'000 Jahren zerfiel die Eisdecke, weil das Klima immer wärmer wurde. Zurück blieben kleine Seen und versumpfte Talebenen. Das milde Klima begünstigte die Entwicklung einer üppigen Vegetation. Das abgestorbene Pflanzenmaterial wurde nicht vollständig abgebaut, weil der Boden mit Wasser gesättigt war und für die Mikroorganismen nur wenig Sauerstoff zur Verfügung stand. Auf diese Weise sammelte sich immer mehr totes Pflanzenmaterial an, bis die ehemaligen Wasserflächen verlandet waren. Auf dem neu entstandenen feuchten Festland entwickelte sich ein Bruchwald, geprägt von Weiden, Birken und Erlen.
Während mehrerer Tausend Jahre hatte sich Torf gebildet. Während des Zweiten Weltkriegs wurde er hier intensiv abgebaut, um den Kohlemangel auszugleichen. Aus diesen Gruben entstanden mehrere Wasserflächen. Dann besiedelten Sträucher und Bäume diese Lebensräume. In den 1970er Jahren wurde ein Teil des Feuchtgebiets als Abfallgrube und für eine Fischzucht genutzt. Dies und der Bau der Autobahn A12, welche die heutigen Düdinger Möser durchschneidet, wirkten sich stark auf diese Feuchtgebiete aus und veränderten die Lebensräume.
Seit 1975 sind die Düdinger Möser geschützt. Die Düdinger Möserkommission liess – noch vor der Rothenthurm-Initiative und vor der Gründung der kantonalen Naturschutzfachstelle – das erste Schutzkonzept im Kanton Freiburg erstellen. Inzwischen plant die Möserkommission mit dem Amt für Natur und Landschaft gezielte Massnahmen zur Pflege und zu notwendigen Einrichtungen. Ziel dieser Massnahmen ist es, diese Lebensräume zu garantieren und für die Öffentlichkeit attraktiv zu halten.
Das Verzeichnis der national ausgewiesenen Gebiete, auch CDDA genannt, wurde 1995 im Rahmen des CORINE-Programms der Europäischen Kommission eingeführt. Es ist nun einer der vereinbarten jährlichen Eionet-Prioritätsdatenströme, die von der Europäischen Umweltagentur gepflegt werden.

## Galerie

Fotos teilweise nicht von den Düdinger Mösern
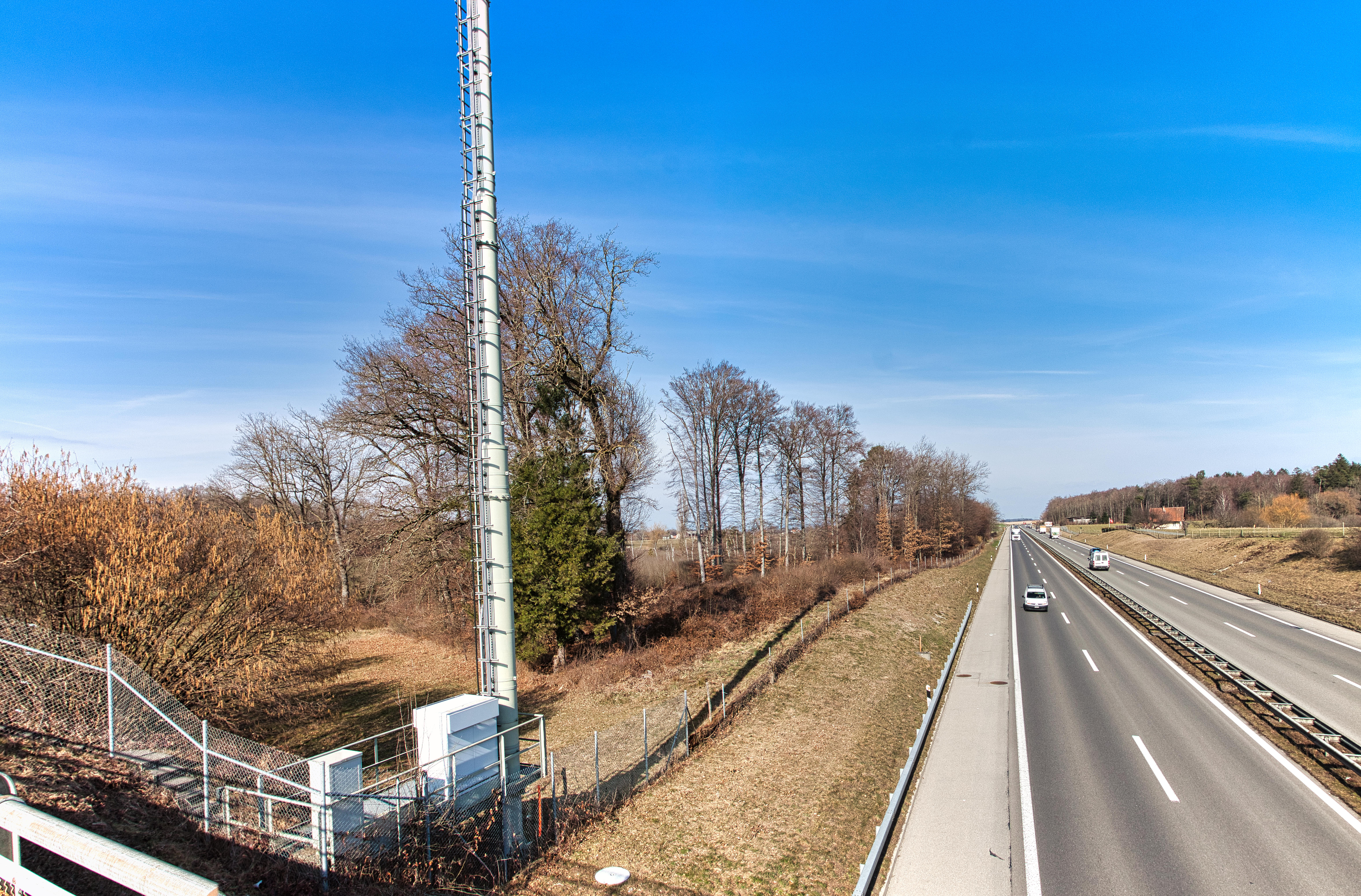
Waldeggmoos (linke Bildhälfte)
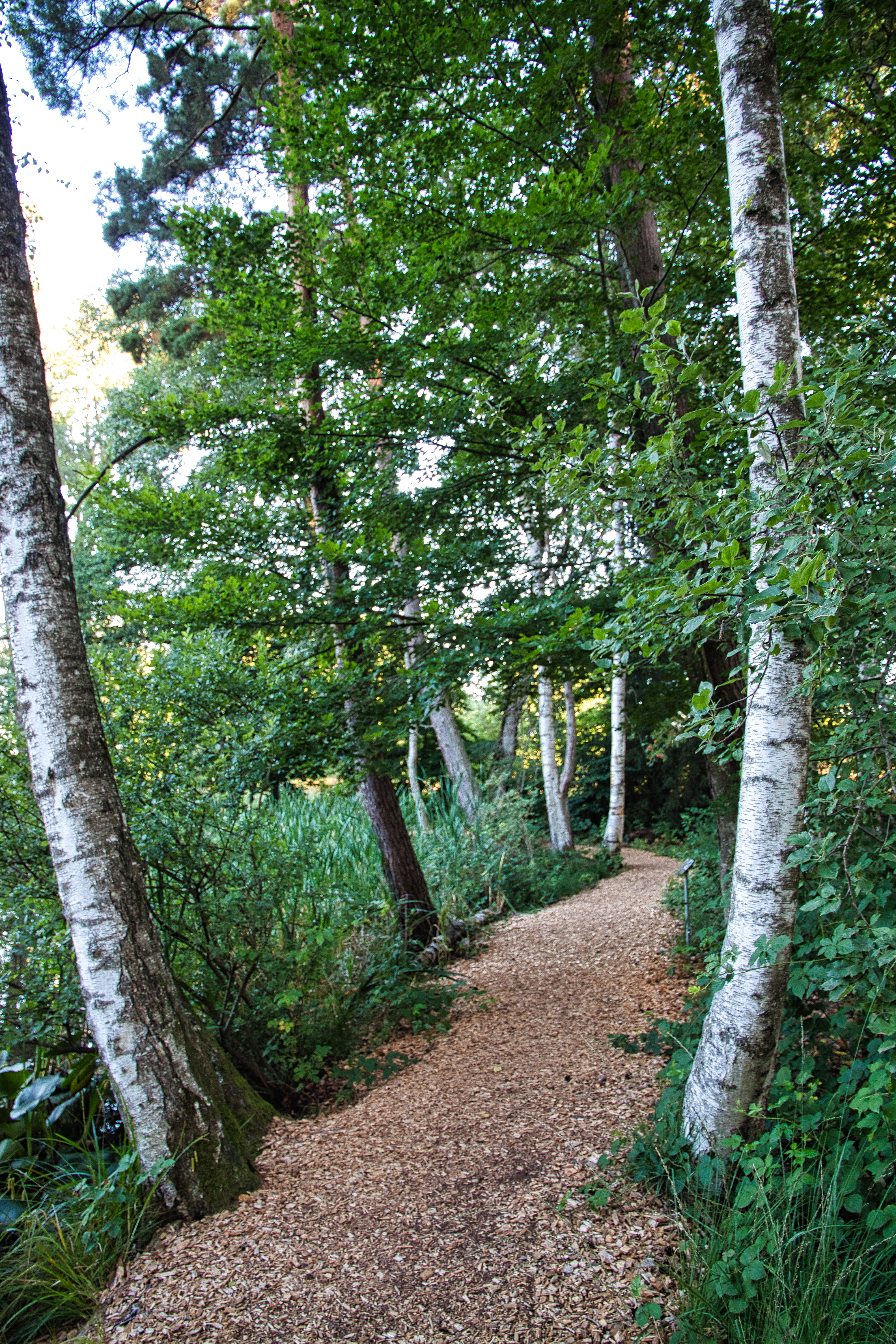
Moor-Birken in den Düdinger Mösern
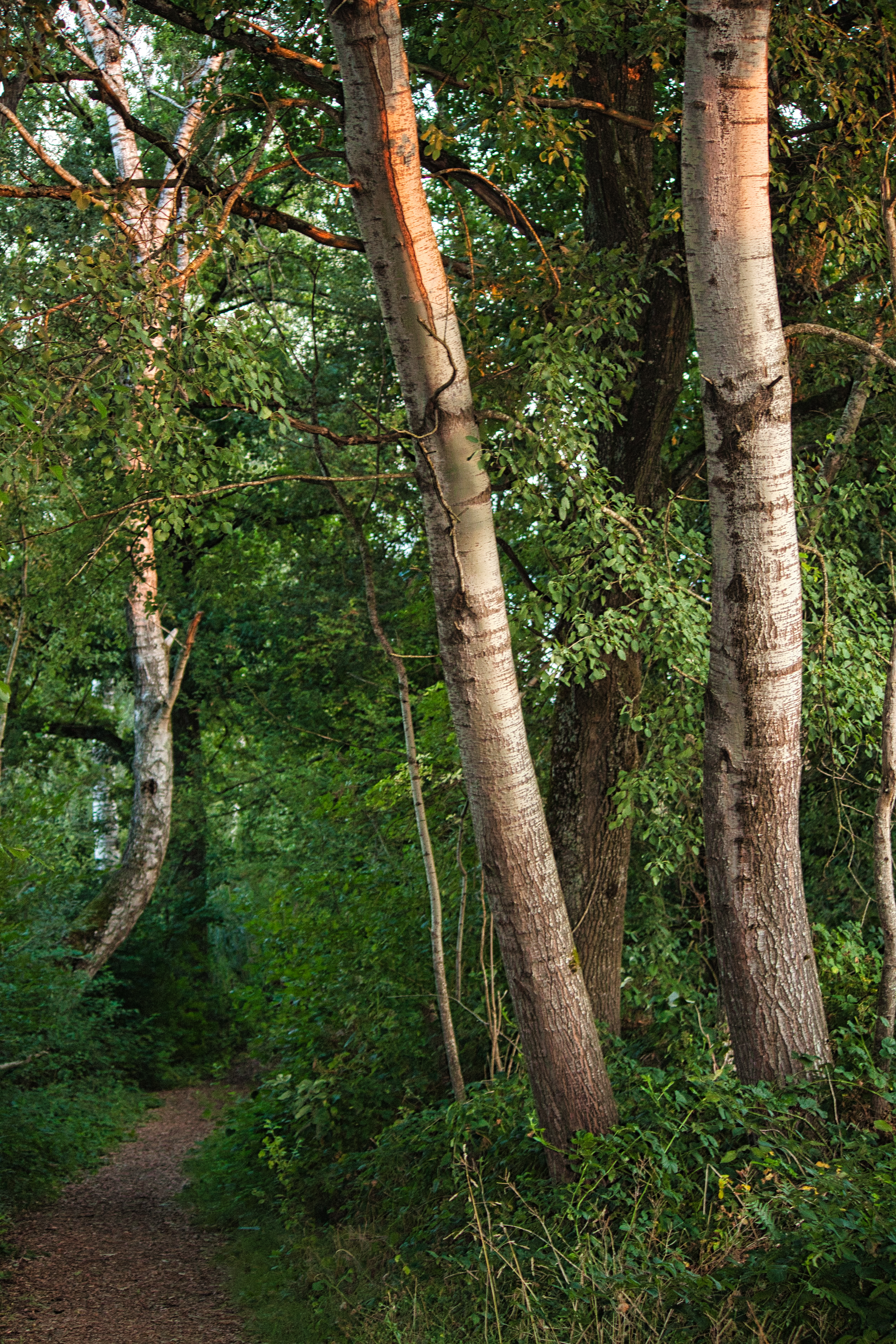
Moor-Birken (Betula pubescens) am Wegrand
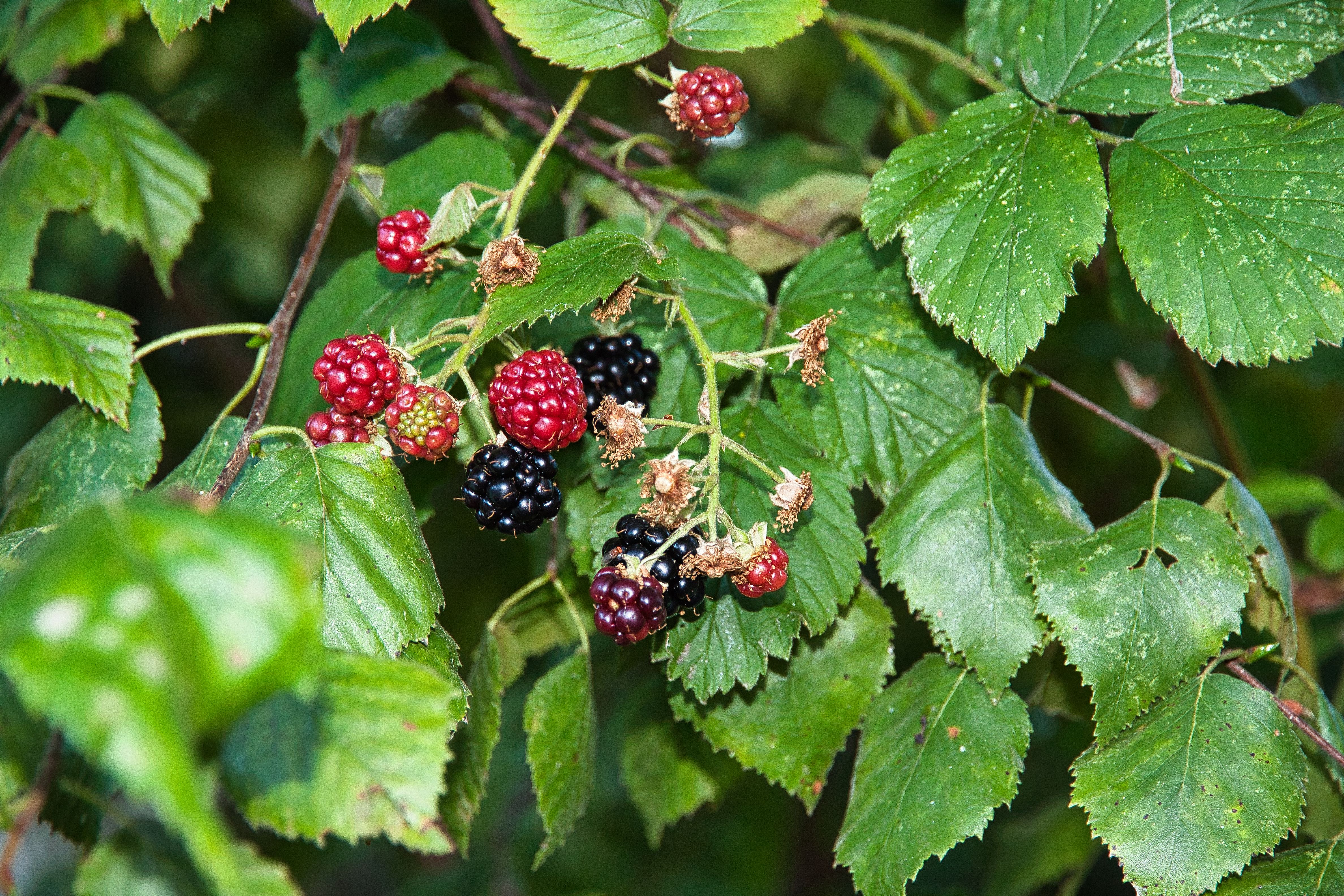
Brombeeren (Rubus sect. Rubus) in den Düdinger Mösern
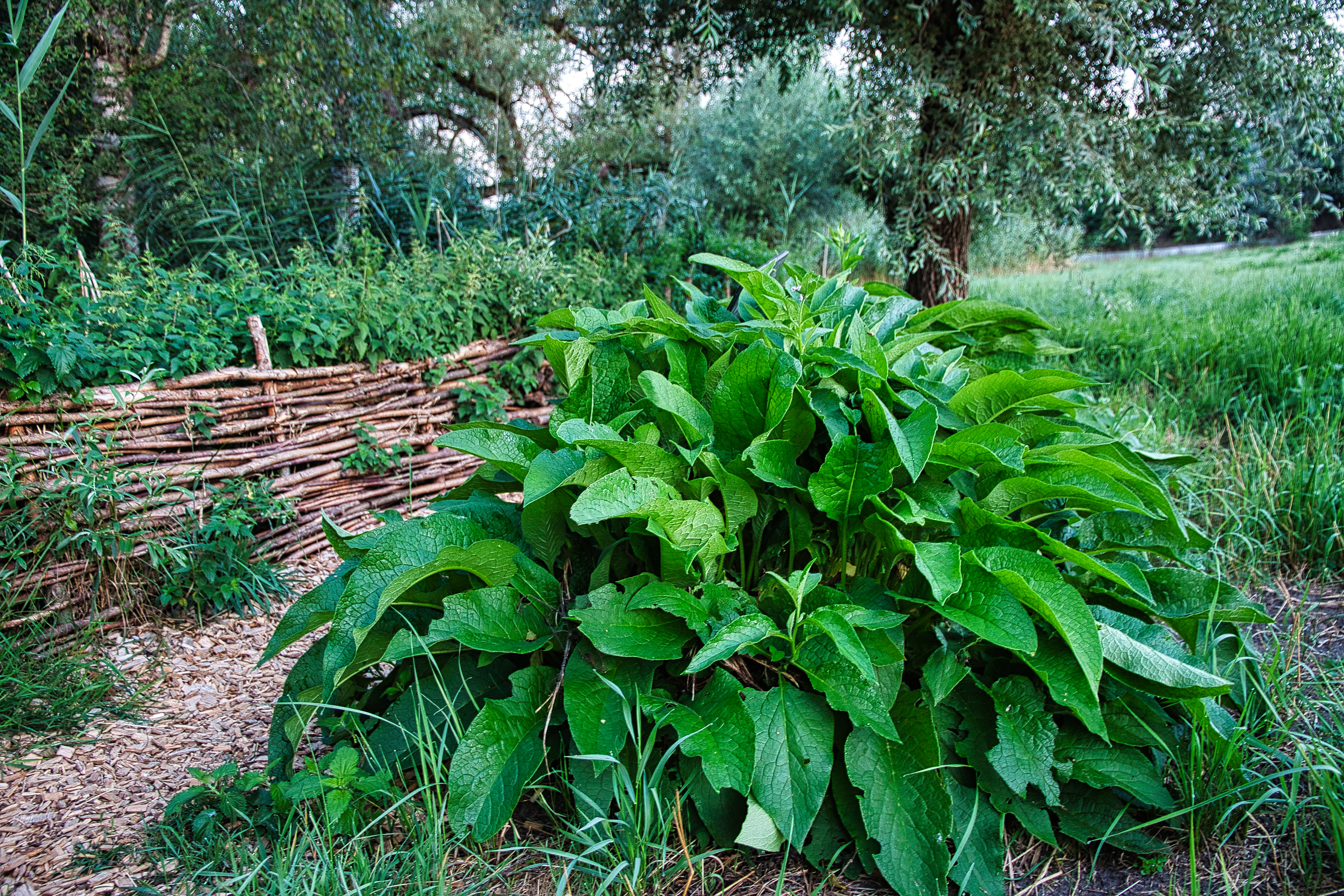
Echter Beinwell (Symphytum officinale), auch Wallwurz genannt
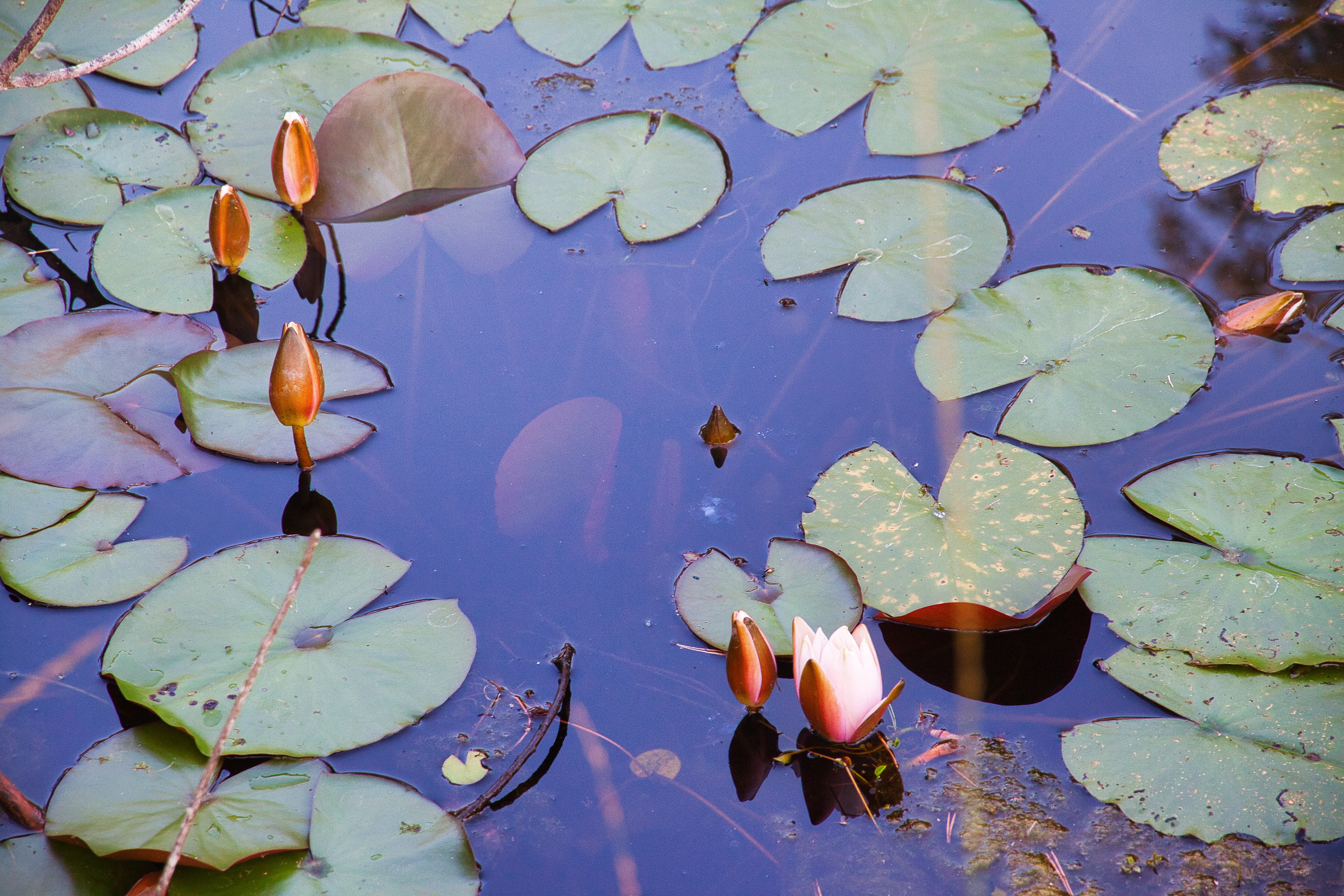
Weisse Seerose (Nymphaea alba)
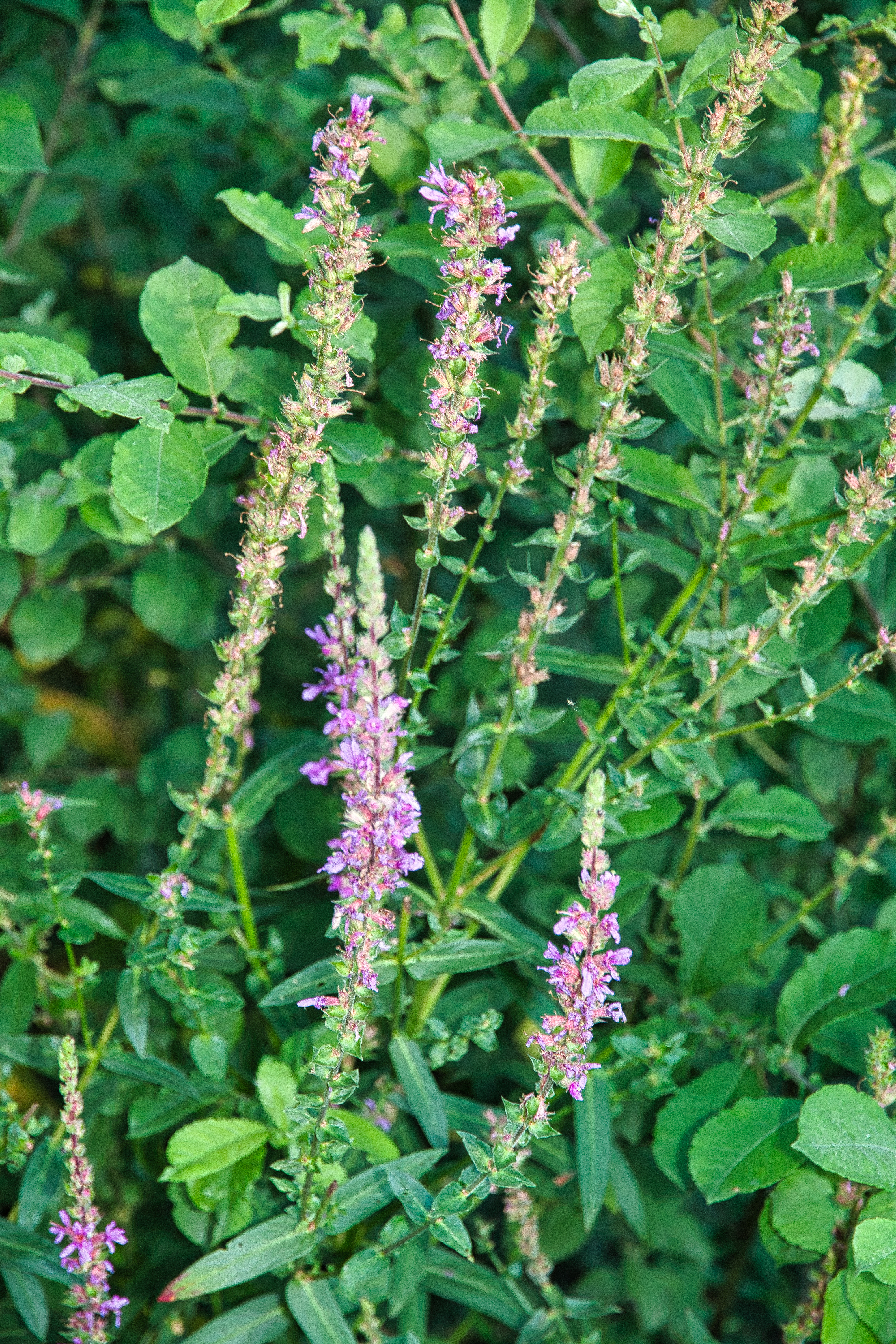
Blutweiderich
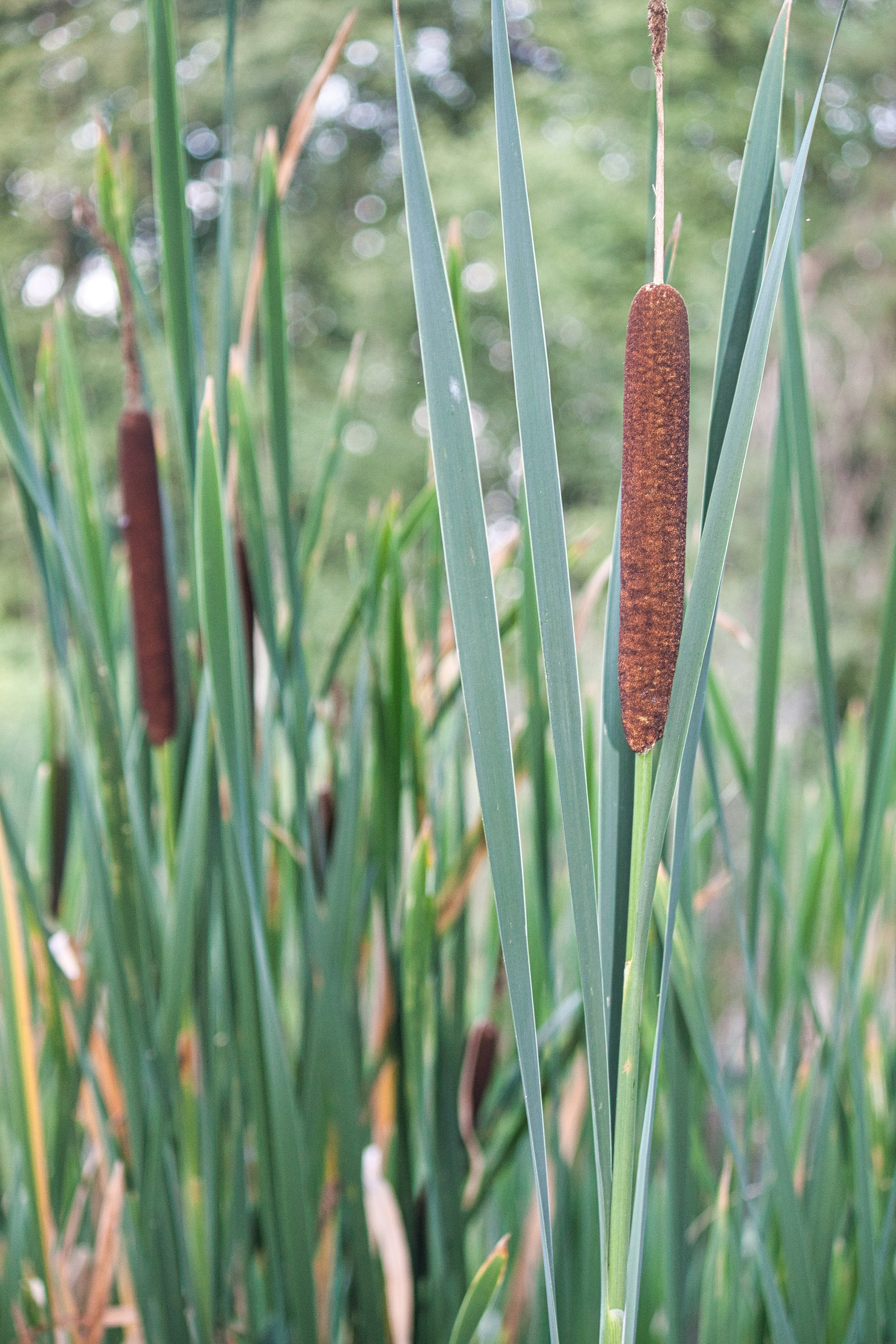
Breitblättriger Rohrkolben (Typha latifolia)
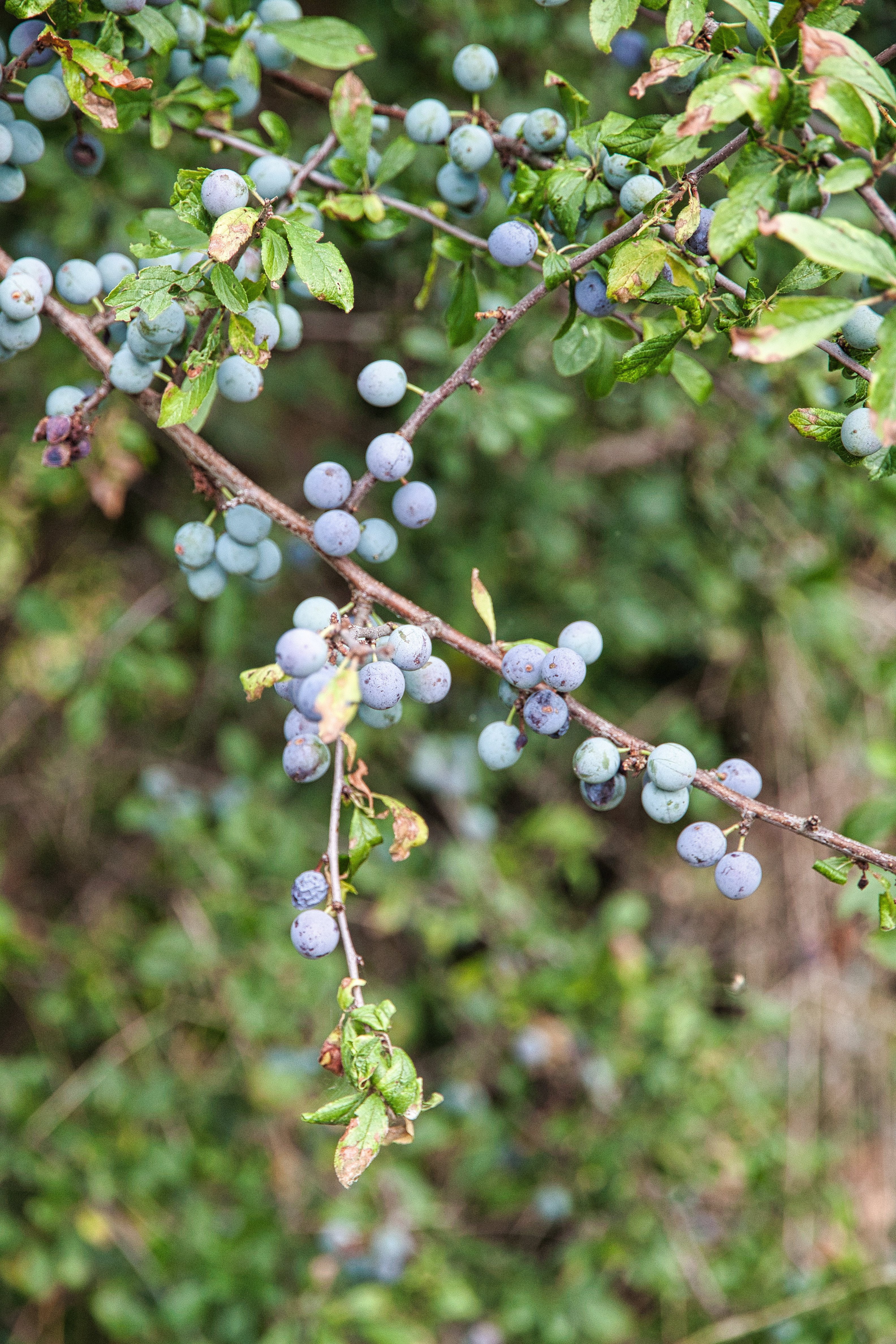
Schlehdorn, Schwarzdorn (Prunus spinosa)
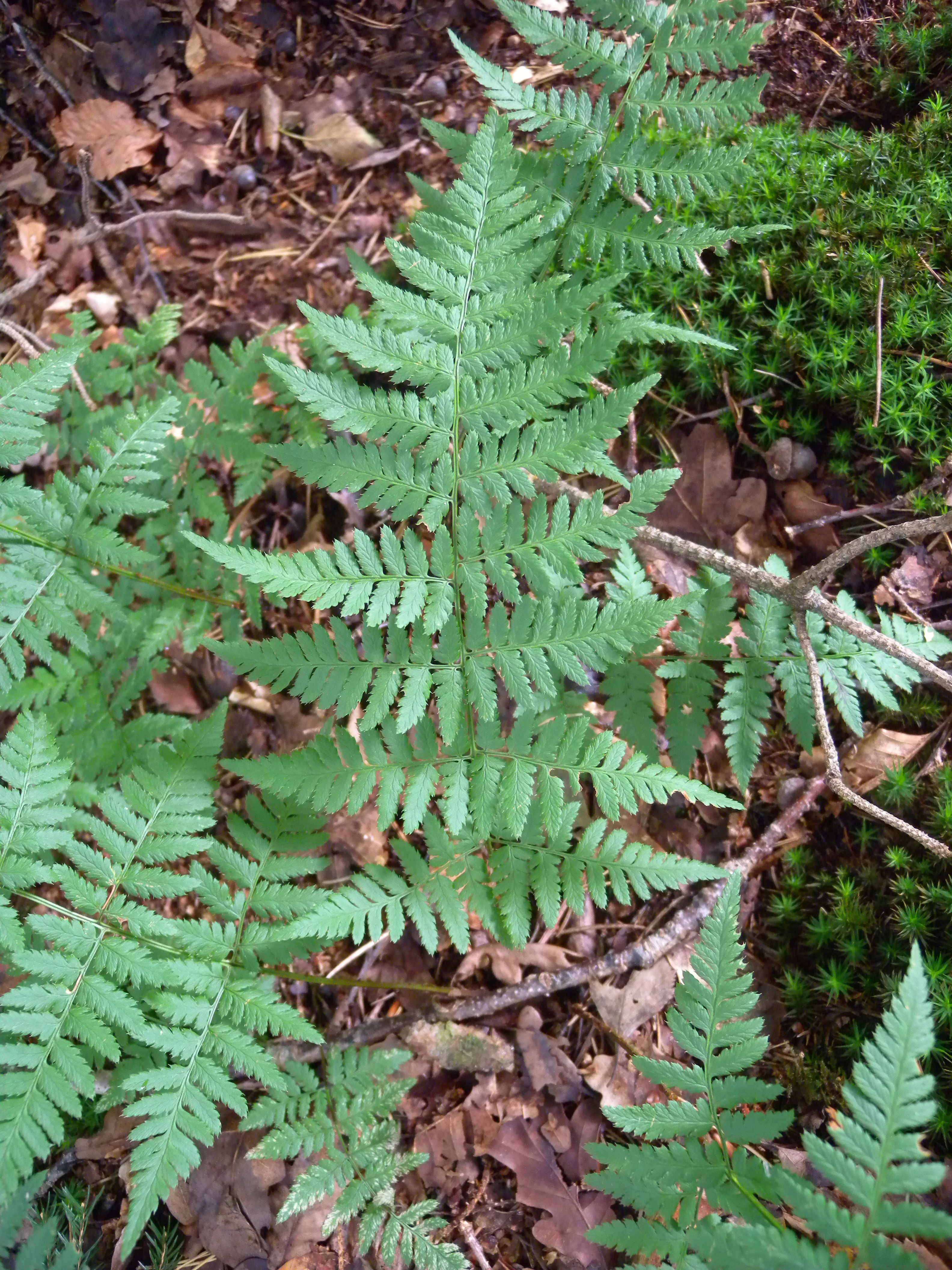
Dorniger Wurmfarn (Dryopteris cartusiana)
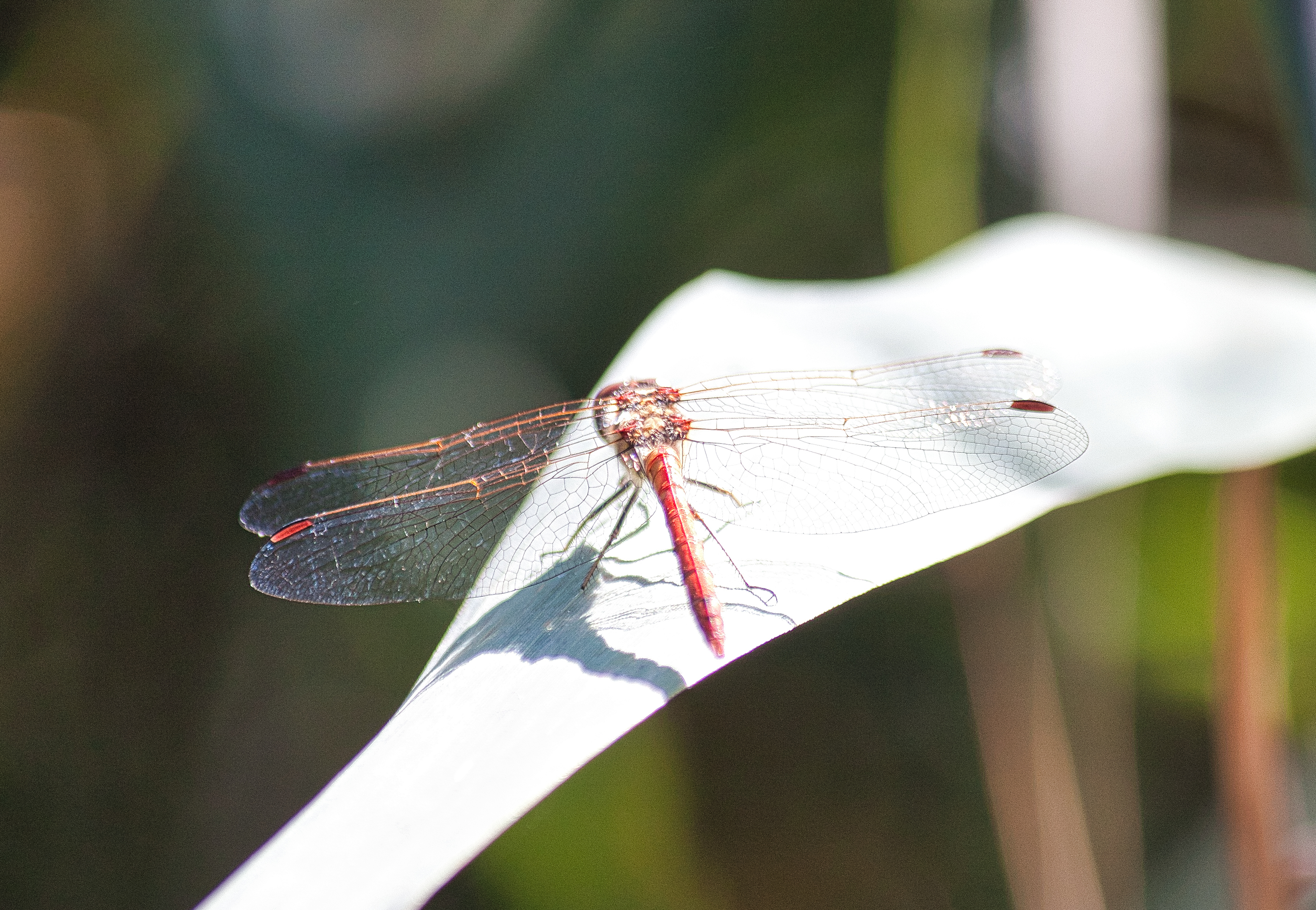
Heidelibelle
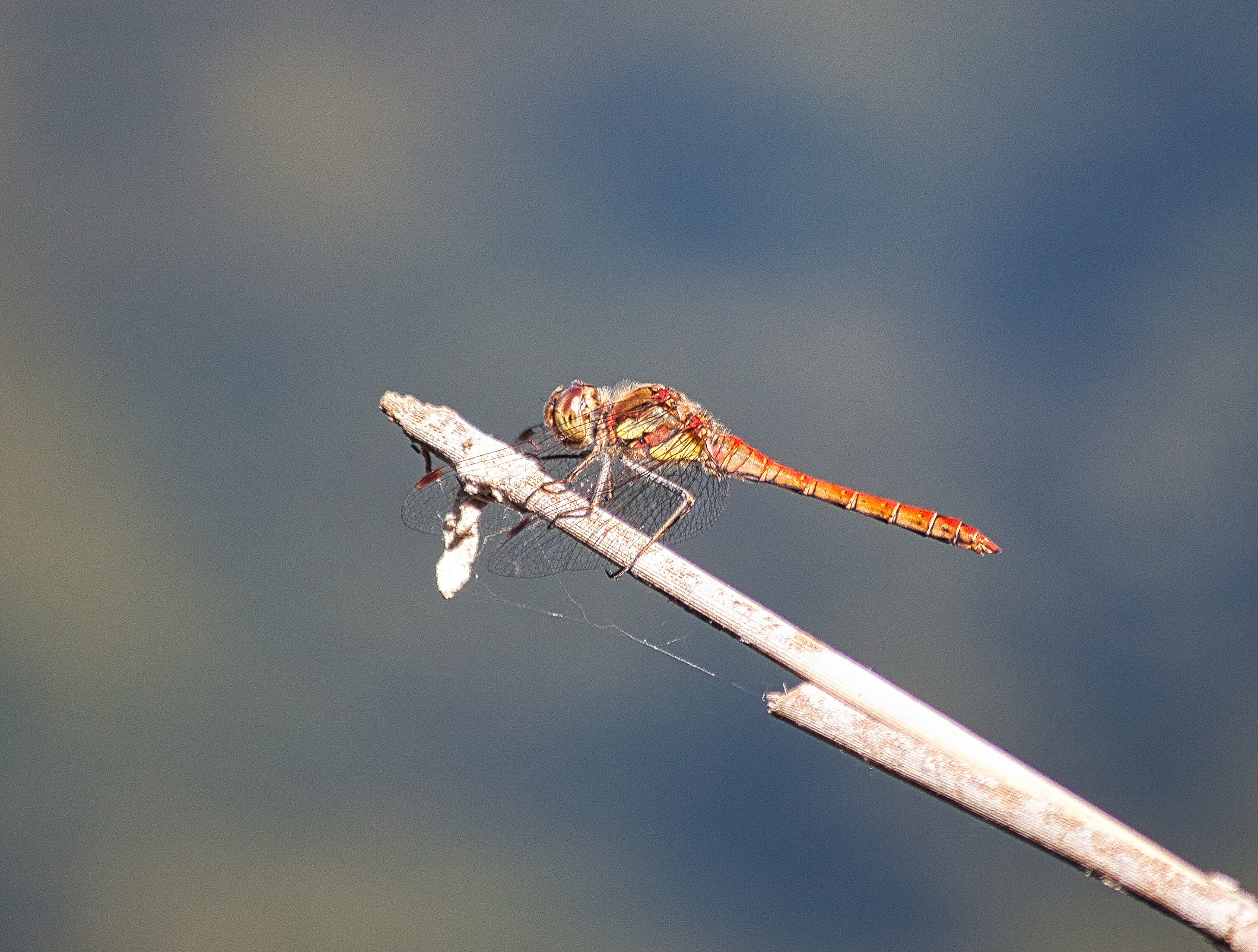
Heidelibelle
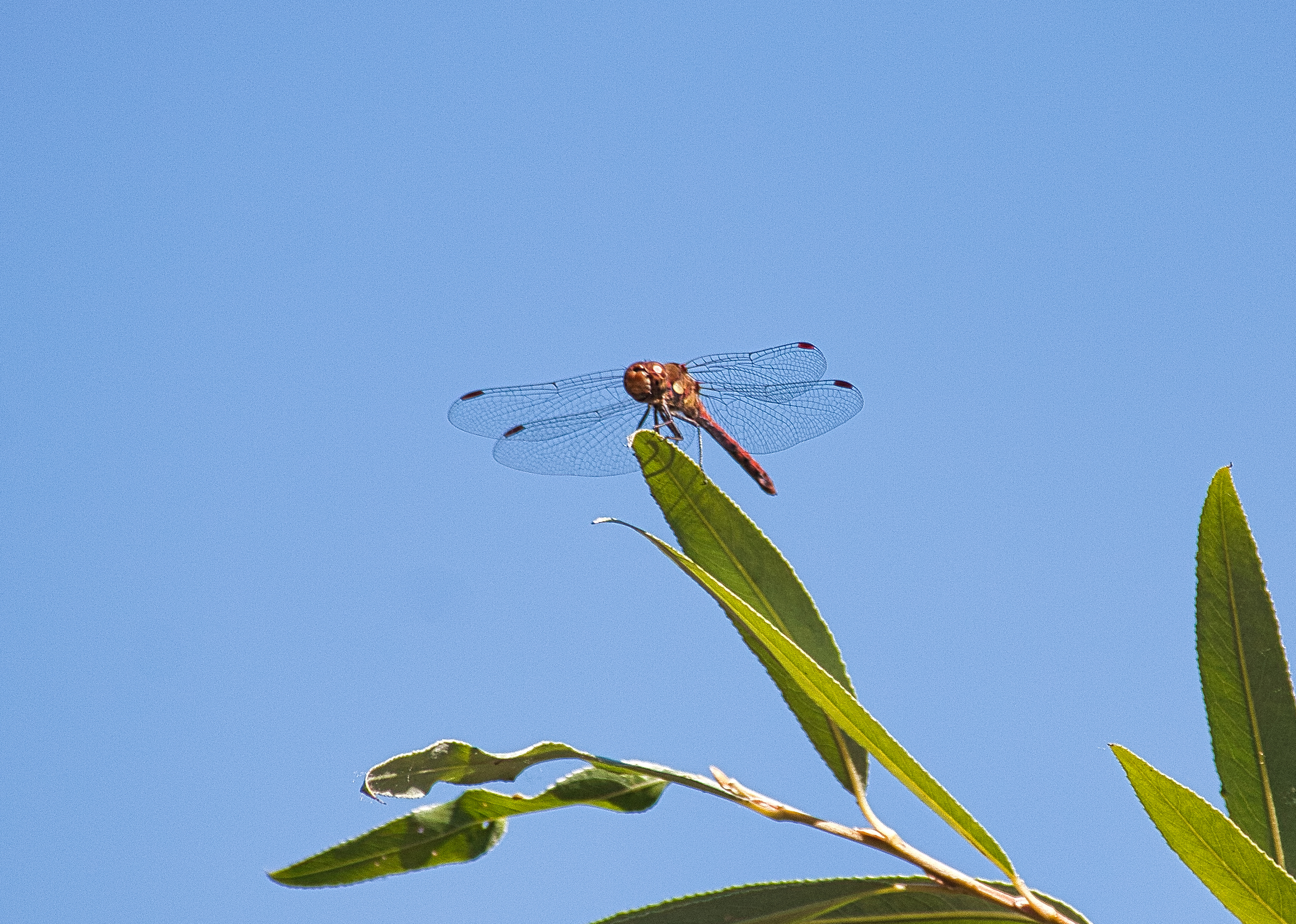
Heidelibelle
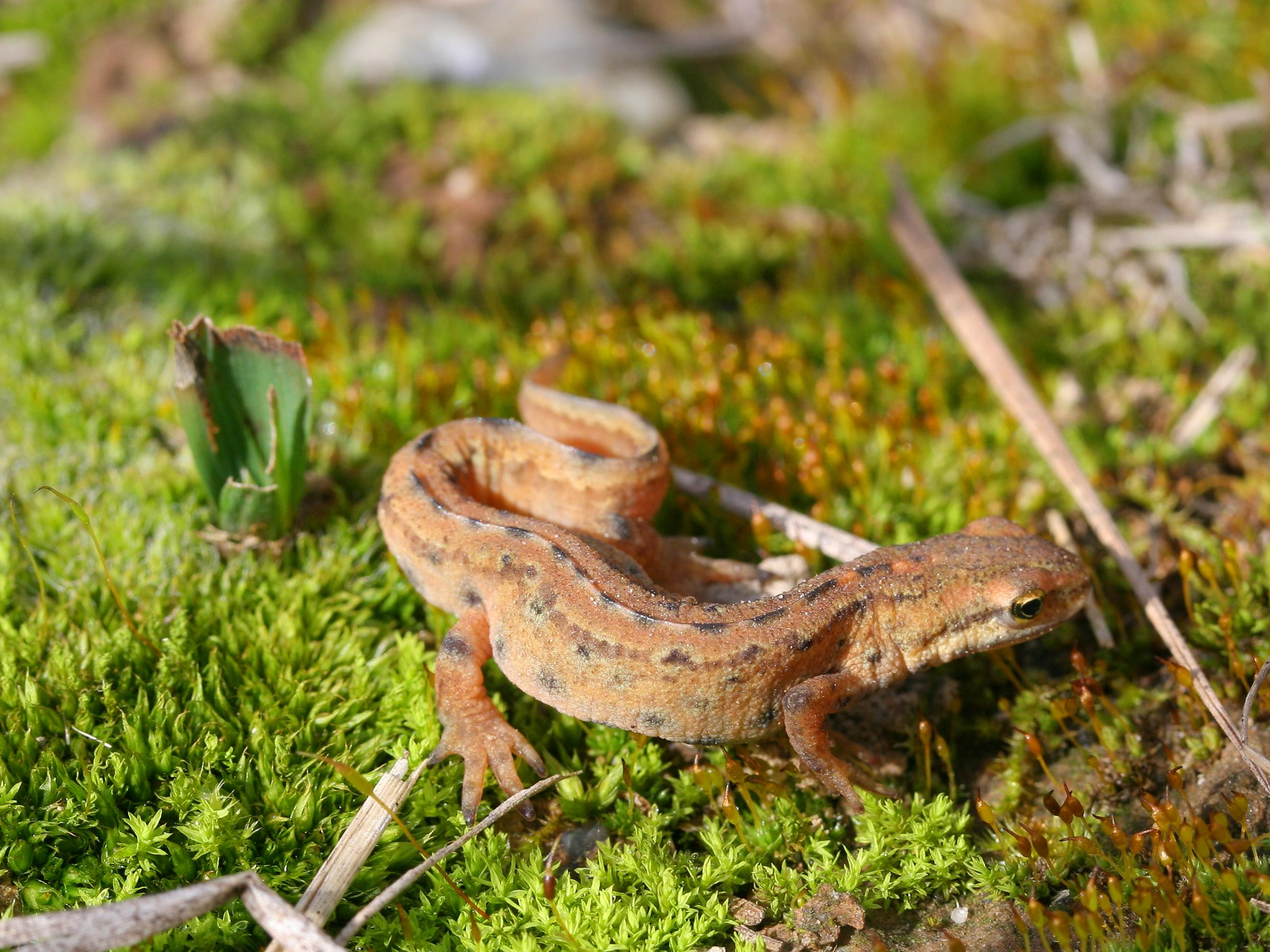
Männlicher Teichmolch (Triturus vulgaris)
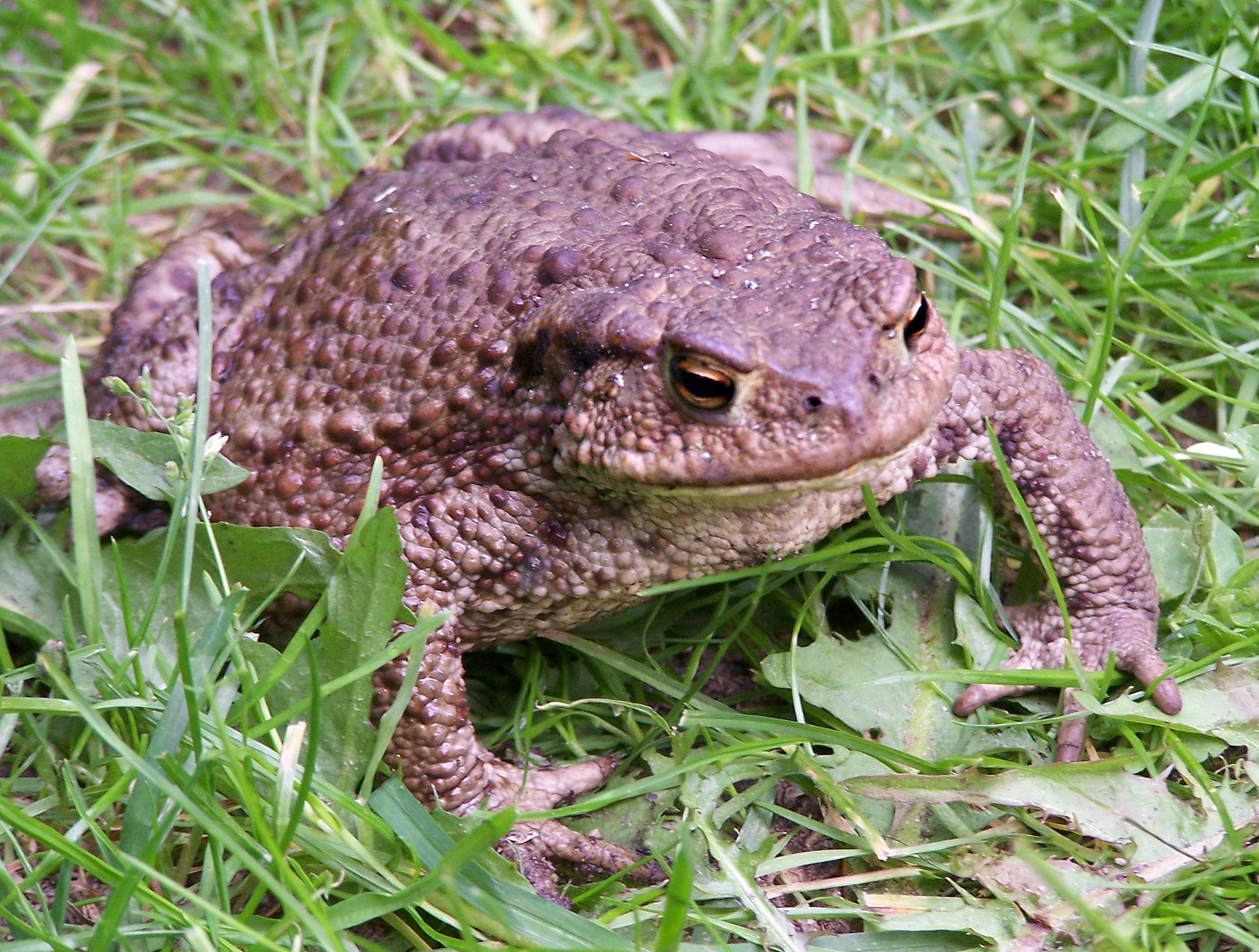
Erdkröte (Bufo bufo)
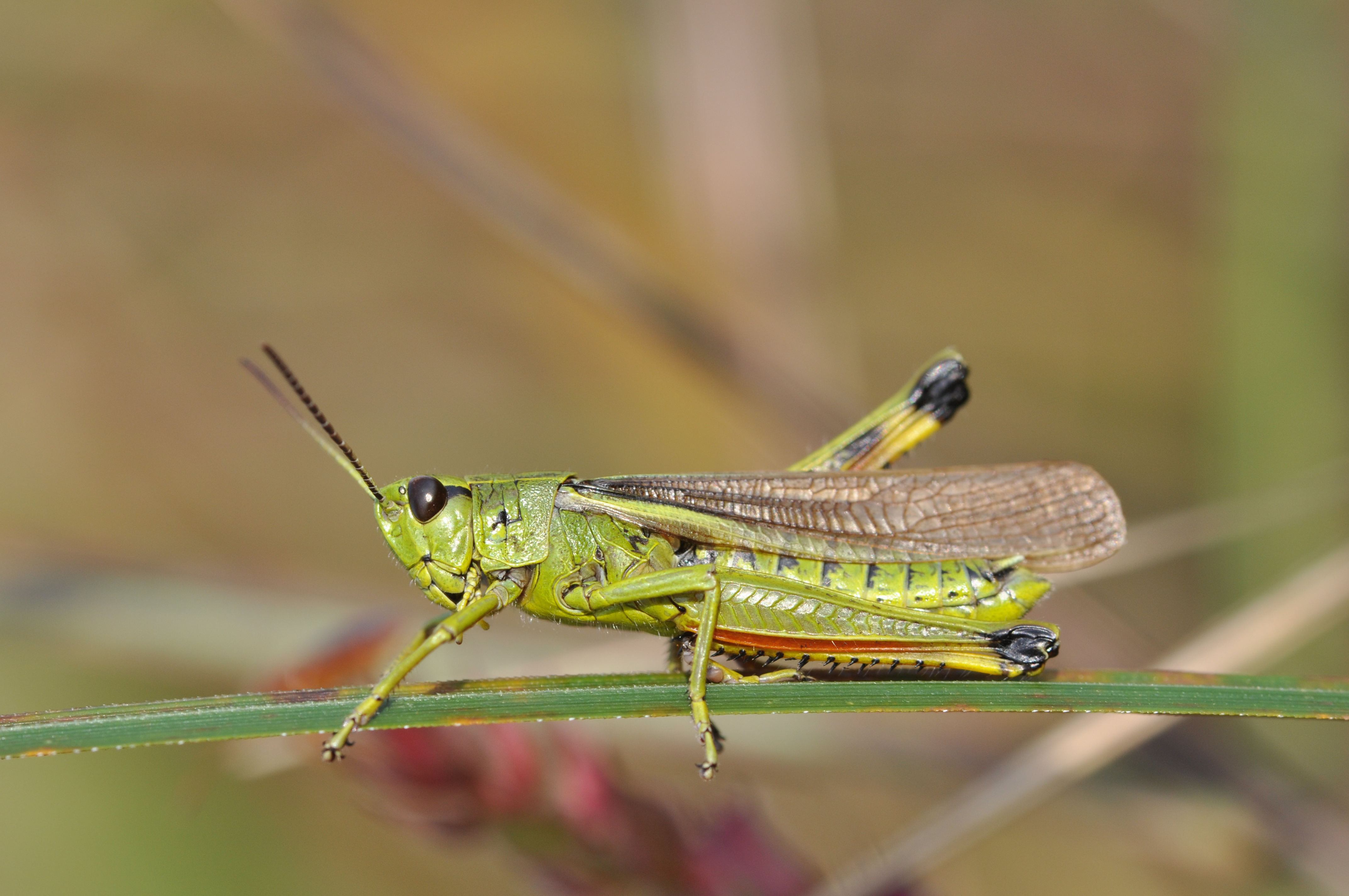
Männliche Sumpfschrecke (Stethophyma grossum)